# Lilian Bach
Lilian Bach – nigeryjska aktorka pochodzenia polskiego.

## Wczesne życie i edukacja
Lilian urodziła się w dzielnicy Lagos Island. Jej matka jest Nigeryjką, wywodzącą się z plemienia Joruba, natomiast ojciec jest Polakiem. Z powodu zawodu ojca mieszkała w różnych częściach kraju. Przez krótki czas studiowała sztuki teatralne na uniwersytecie w Lagos.

## Kariera aktorska
Swoją karierę rozpoczęła jako modelka. Wystąpiła w kilku reklamach telewizyjnych. Karierę aktorską rozpoczęła w 1997 roku, występując w kilku filmach nigeryjskich. 

## Filmografia
- Eletan (2011)
- High Blood Pressure (2010)
- Ready to Die (2004)
- Outkast (2001)
- Married to a Witch (2001)